# Lillebrænde
Lillebrænde er en lille landsby på Falster i Lillebrænde Sogn (Falster Vestre Provsti, Lolland-Falsters Stift). Landsbyen ligger mellem Nørre Alslev og Stubbekøbing, ca. 5 kilometer vest for sidstnævnte. Den befinder sig i Guldborgsund Kommune og hører til Region Sjælland.
I byen ligger Lillebrænde Kirke.
|  | Denne artikel om lokaliteten Lillebrænde kan blive bedre, hvis der indsættes et (bedre) billede. Du kan hjælpe ved at afsøge Wikimedia Commons for et passende billede eller lægge et op på Wikimedia Commons med en af de tilladte licenser og indsætte det i artiklen. |

54°52′45″N 11°58′25″Ø / 54.87917°N 11.97361°Ø